# Jan Leestmans
Jan Jozef Leestmans (1854 - 1911) was een Belgisch politicus.

## Levensloop
Leestmans was woonachtig op een boerderij in het centrum van Merksplas. Hij was vader van vier dochters.
In 1888 volgde hij Constant Hanegraeff op als burgemeester van Merksplas. Een functie die hij uitoefende tot 1911. Hij werd in deze hoedanigheid opgevolgd door Victor Van Nueten.
Hij was de grootvader van Lode Van Den Bergh, beter bekend onder zijn pseudoniem Aster Berkhof.